# Liste der Baudenkmale in Schöppenstedt
In der Liste der Baudenkmale in Schöppenstedt sind alle Baudenkmale der niedersächsischen Gemeinde Schöppenstedt mit Küblingen und der Ortsteile Eitzum, Sambleben und Schliestedt aufgelistet. Die Quelle der Baudenkmale ist der Denkmalatlas Niedersachsen. Der Stand der Liste ist der 21. November 2023.

## Allgemein
In den Spalten befinden sich folgende Informationen:
- Lage: die Adresse des Baudenkmales und die geographischen Koordinaten. Kartenansicht, um Koordinaten zu setzen. In der Kartenansicht sind Baudenkmale ohne Koordinaten mit einem roten Marker dargestellt und können in der Karte gesetzt werden. Baudenkmale ohne Bild sind mit einem blauen Marker gekennzeichnet, Baudenkmale mit Bild mit einem grünen Marker.
- Bezeichnung: Bezeichnung des Baudenkmales
- Beschreibung: die Beschreibung des Baudenkmales. Unter § 3 Abs. 2 NDSchG werden Einzeldenkmale und unter § 3 Abs. 3 NDSchG Gruppen baulicher Anlagen und deren Bestandteile ausgewiesen.
- ID: die Objekt-ID des Baudenkmales
- Bild: ein Bild des Baudenkmales, ggf. zusätzlich mit einem Link zu weiteren Fotos des Baudenkmals im Medienarchiv Wikimedia Commons. Wenn man auf das Kamerasymbol klickt, können Fotos zu Baudenkmalen aus dieser Liste hochgeladen werden:

## SchöppenstedtmitKüblingen

### Gruppe: Ehemaliges Amtsgericht Schöppenstedt
Die Gruppe „Ehemaliges Amtsgericht Schöppenstedt“ zeigt, dass die Stadt Schöppenstedt Mitte des 19. Jahrhunderts expandierte und ein Gerichtsgebäude mit Gefängnis notwendig wurde. Das Amtsgericht bestand bis 1971. Mit Auflösung des Amtsgerichts wurden die Gebäude in Wohnhäuser umgebaut. Die Gruppe hat die ID 33967973.

| Lage                                              | Bezeichnung                | Beschreibung | ID       | Bild |
| ------------------------------------------------- | -------------------------- | --- | -------- | ---- |
| Bahnhofstraße 12 52° 8′ 34″ N, 10° 46′ 24″ O      | Gerichtsgebäude (Wohnhaus) | Das Hauptgebäude des ehemaligen Amtsgerichts Schöppenstedt wurde 1859 bis 1860 als zweigeschossiges Ziegelgebäude auf einem Quadersockel unter einem Satteldach traufständig mit Mittelrisalit errichtet. Oberhalb des Haupteingangs ist der Schriftzug „Brschwg. Amtsgericht“ zu erkennen. Heute Wohnhaus. | 34102774 |      |
| Bahnhofstraße 12a 52° 8′ 33″ N, 10° 46′ 23″ O     | Nebengebäude (Wohnhaus)    | Das Nebengebäude des ehemaligen Amtsgerichts wurde 1859 bis 1860 als zweigeschossiges Ziegelgebäude mit Zwerchhaus unter einem Satteldach traufständig zum Hof errichtet. Heute Wohnhaus. | 34102749 | BW   |
| Bahnhofstraße 12, 12a 52° 8′ 33″ N, 10° 46′ 23″ O | Einfriedung                | 1860 errichtete rückwärtige Backsteinmauer auf einem Quadersockel | 51931724 | BW   |

### Gruppe: Gut Küblingen
Die Gruppe „Gut Küblingen“ geht auf ein mittelalterliches Rittergut zurück. Die heutige Anlage entstand zwischen 1717 und 1749 durch Johann Christoph von Lohse. Die Gebäude sind aus dem 18. und 19. Jahrhundert überliefert. 1749 wurde die Gutsanlage in eine Leinenweberei umgewandelt. Die weiteren Gebäude wurden zum Zuckerrübenanbau genutzt. Die Gruppe hat die ID 33967938.

| Lage                                            | Bezeichnung        | Beschreibung | ID       | Bild |
| ----------------------------------------------- | ------------------ | --- | -------- | ---- |
| Helmstedter Straße 8 52° 8′ 37″ N, 10° 47′ 6″ O | Herrenhaus         | In der Mitte des 18. Jahrhunderts errichtetes zweigeschossiges Massivgebäude unter einem Mansarddach.                  | 34102901 | BW   |
| Helmstedter Straße 8 52° 8′ 38″ N, 10° 47′ 3″ O | Wirtschaftsgebäude | Um 1890 errichtetes rechtwinkliges Ziegelgebäude unter einem Satteldach, teilweise ein-, teilweise zweigeschossig.     | 34102926 | BW   |
| Helmstedter Straße 8 52° 8′ 40″ N, 10° 47′ 8″ O | Nebengebäude       | Der zweigeschossige Pavillon mit eingeschossigen Seitenflügeln steht unter einem Walmdach mit der Traufe zur Straße.   | 34102951 | BW   |
| Helmstedter Straße 8 52° 8′ 37″ N, 10° 47′ 0″ O | Einfriedung        | Aus Werksteinen bestehende Mauer von zwei Metern Höhe mit Plattenabdeckung an der Grundstücksgrenze und an der Zufahrt | 34102974 | BW   |
| Helmstedter Straße 8 52° 8′ 37″ N, 10° 47′ 0″ O | Tor/Hofzufahrt     | Um 1860 errichtete Zufahrt mit vier Werksteinpfosten                                                                   | 34102996 | BW   |
| Helmstedter Straße 8 52° 8′ 36″ N, 10° 47′ 6″ O | Park               | Etwa zwei Hektar großer Park mit Grünflächen, Bach und Teich südlich der Gutsgebäude gelegen.                          | 45735123 | BW   |

### Gruppe: Jasperstraße 35
Die Gruppe „Jasperstraße 35“ ist eine kleine spätestens seit dem 17. Jahrhundert bebaute Parzelle und hat die ID 33968771.

| Lage                                        | Bezeichnung  | Beschreibung | ID       | Bild |
| ------------------------------------------- | ------------ | --- | -------- | ---- |
| Jasperstraße 35 52° 8′ 40″ N, 10° 46′ 45″ O | Wohnhaus     | 1697 errichtetes zweigeschossiges Fachwerkgebäude unter einem Satteldach. Die Gaube soll um 1800 angebracht worden sein. | 34103761 | BW   |
| Jasperstraße 35 52° 8′ 40″ N, 10° 46′ 45″ O | Nebengebäude | Nach 1880 errichtetes anderthalbgeschossiges Fachwerkgebäude auf einem Quadersockel unter einem Satteldach.              | 34103786 | BW   |

### Einzeldenkmale
Das Denkmal Tetzelstein (ID: 34102597) liegt im gemeindefreien Gebiet Am Großen Rhode. Der Tetzelstein wird aber in der Denkmalliste für Schöppenstedt geführt.

| Lage                                                 | Bezeichnung              | Beschreibung | ID       | Bild           |
| ---------------------------------------------------- | ------------------------ | --- | -------- | -------------- |
| Abelnkarre 12 52° 8′ 37″ N, 10° 46′ 30″ O            | Wohnhaus                 | Laut Inschrift 1744 errichtetes zweigeschossiges Fachwerkgebäude unter einem Satteldach. | 34102646 | BW             |
| Abelnkarre 12 52° 8′ 37″ N, 10° 46′ 30″ O            | Wohnhaus                 | Laut Inschrift 1744 errichtetes zweigeschossiges Fachwerkgebäude unter einem Satteldach. | 34102646 | BW             |
| Bansleberstraße 52° 8′ 38″ N, 10° 46′ 3″ O           | Grabstein                | Der Grabstein aus der zweiten Hälfte des 18. Jahrhunderts auf dem Friedhof Schöppenstedt besteht aus einem reich gestalteten Sandstein. | 34102849 | BW             |
| Bansleberstraße 52° 8′ 38″ N, 10° 46′ 4″ O           | Grabstein                | Der Grabstein aus der zweiten Hälfte des 18. Jahrhunderts auf dem Friedhof Schöppenstedt besteht aus einem reich gestalteten Sandstein. | 34102875 | BW             |
| Kirchplatz 52° 8′ 43″ N, 10° 47′ 15″ O               | Kirche                   | Die Wallfahrtskirche St. Marien Küblingen ist eine zweijochige Saalkirche aus verputztem Bruchsteinmauerwerk unter einem Walmdach aus der Mitte des 13. Jahrhunderts. Der Westturm unter einem Zeltdach ist quadratisch angelegt. 1479 wurden die beiden Säle (jeweils Männer- und Frauenbereich) verbunden. Der Kanzelaltar ist von 1747. In einer Nische der Kirche befand sich ein Marienbild, dem Wunderkräfte nachgesagt wurden, sodass sich die Kirche zur Wallfahrtskirche entwickelte. | 34103094 | Weitere Bilder |
| An der Kirche 52° 8′ 42″ N, 10° 46′ 33″ O            | Kirche                   | Die Saalkirche St. Stephanus Schöppenstedt wurde 1732 als verputztes (geschlämmtes Bruchsteinmauerwerk) Gebäude unter einem Satteldach an der Stelle der früheren Kirche errichtet. Der Westturm stammt von 1160, wurde aber im 15., 17., 18. Jahrhundert und 2000 bis 2001 erneuert. Der Kanzelaltar im Innern ist von 1755. | 34102696 | Weitere Bilder |
| An der Kirche 5 52° 8′ 43″ N, 10° 46′ 32″ O          | Wohnhaus                 | Das vermutlich 1612 errichtete zwei- bis dreigeschossige Fachwerkgebäude (Ackerbürgerhaus) steht auf einem Natursteinsockel unter einem Walmdach. | 34102723 |                |
| Bahnhofstraße 13 52° 8′ 32″ N, 10° 46′ 24″ O         | Wohnhaus                 | Um 1860 errichtete zweigeschossige klassizistische massive Stadtvilla. | 34102799 | BW             |
| Bahnhofstraße 17, 17a 52° 8′ 27″ N, 10° 46′ 20″ O    | Empfangsgebäude          | Das zweigeschossige Empfangsgebäude des Bahnhofs Schöppenstedt wurde um 1845 an der Bahnstrecke Wolfenbüttel–Oschersleben durch die Architekten Carl Ebeling und Carl Theodor Ottmer errichtet. Der Mittelbau steht unter einem Satteldach, die beiden Kopfbauten unter einem Zeltdach. Das Empfangsgebäude wurde von 2017 bis 2019 saniert. | 34102824 | Weitere Bilder |
| Hinter der Bahn 2 52° 8′ 24″ N, 10° 46′ 21″ O        | Wohnhaus                 | Um 1890 errichtetes dreigeschossiges Ziegelgebäude unter einem Satteldach mit Mittelrisalit und Zwerchhaus | 34103018 | BW             |
| Carlstraße 3 52° 8′ 38″ N, 10° 46′ 28″ O             | Wohnhaus                 | Um 1750 errichtetes zweigeschossiges Fachwerkgebäude auf einem Werksteinsockel unter einem Halbwalmdach. Der Giebel im Osten ist behangen. | 34103069 | BW             |
| Neue Straße 1c 52° 8′ 34″ N, 10° 46′ 5″ O            | Verwaltungsgebäude       | 1925 wurde das zweigeschossige verputzte Verwaltungsgebäude der Zuckerfabrik errichtet. Das Gebäude unter einem Satteldach ist seit 2003 der einzig verbliebene Bau des einstigen Fabrikgeländes. | 34103219 | BW             |
| Neue Straße 6 52° 8′ 34″ N, 10° 46′ 32″ O            | Kirche                   | Die katholische (Saal-)Kirche St. Joseph Schöppenstedt unter einem Satteldach mit einem Dachreiter wurde 1926/1927 erbaut. Sie ist seit 1989 nicht mehr im Denkmalverzeichnis gelistet. Das unmittelbar angebaute zweigeschossige massive Pfarrhaus steht auf einem Bossenquadersockel unter einem Schopfwalmdach. | 34103293 | Weitere Bilder |
| Markt 52° 8′ 40″ N, 10° 46′ 30″ O                    | Kriegerdenkmal           | Die 2,4 Meter große Statue der Viktoria bzw. Germania aus einer Zinnlegierung auf einem Kalksteinsockel wurde von den Bürgerinnen und Bürgern 1875 in Erinnerung an den Krieg 1870 bis 1871 gestiftet. 1984 wurde das Monument restauriert. | 34103122 | BW             |
| Markt / Jasperstraße 52° 8′ 40″ N, 10° 46′ 34″ O     | Gedenkstein              | Auf einem zweistufigen Werksteinpodest und einem Sockel aus in sandfarbenen Mörtel eingegossenen Geschiebegeröll und einem senkrecht aufgestellten Findling mit eingelassener Bronzetafel mit Kopfrelief findet sich der „Schwarzen Herzog“ Friedrich Wilhelm von Braunschweig-Lüneburg-Oels. Die Inschrift „1809-1909“ und das Monogramm lassen das Gedenken an die hundertjährige Wiederkehr des Zugs auf Braunschweig im Juli und August 1809 erinnern. Das Monument wurde 1910 vollendet.  | 34103145 | BW             |
| Markt 1 52° 8′ 40″ N, 10° 46′ 34″ O                  | Wohnhaus                 | Das Gebäude ist eine um 1780 errichtete dreiflügelige Anlage auf einem Natursteinsockel unter einem Halbwalmdach mit einer klassizistischen Fassade mit Mittelrisalit und Zwerchhaus. Das Fachwerk ist verputzt bzw. behangen. | 34103166 |                |
| Neue Straße 3 52° 8′ 33″ N, 10° 46′ 20″ O            | Wohnhaus                 | Um 1900 wurde das eingeschossige Fachwerkgebäude auf einem Natursteinsockel unter einem Satteldach errichtet. | 34103246 | BW             |
| Neue Straße 5 52° 8′ 32″ N, 10° 46′ 29″ O            | Wohn-/Wirtschaftsgebäude | Um 1800 errichtetes zweigeschossiges Fachwerkgebäude unter einem Halbwalmdach. | 34103269 | BW             |
| Neue Straße 40 52° 8′ 36″ N, 10° 46′ 45″ O           | Villa                    | Nach der Inschrift 1899 für Robert und Helene Doettinchem errichtetes zweigeschossiges verputztes Ziegelgebäude auf einem Natursteinsockel und unter unterschiedlichen Dachgestaltungen. Ein Eckturm findet sich im zweiten Obergeschoss unter einem achteckigen Zeltdach. | 34103343 | BW             |
| Neue Straße 42 52° 8′ 35″ N, 10° 46′ 39″ O           | Wohnhaus                 | Um 1900 errichtetes zweigeschossiges Fachwerkgebäude auf einem Werksteinsockel unter einem Satteldach mit Mittelrisalit und Zwerchhaus. | 34103369 | BW             |
| Neue Straße 46 52° 8′ 35″ N, 10° 46′ 31″ O           | Wohnhaus                 | Um 1900 errichtetes zweigeschossiges Fachwerkgebäude auf einem Werksteinsockel unter einem Satteldach mit Dachgauben und Zwerchhaus. | 34103392 | BW             |
| Neue Straße 48 52° 8′ 35″ N, 10° 46′ 28″ O           | Villa                    | Nach der Inschrift 1908 errichtetes zweigeschossiges Massivgebäude auf einem Werksteinsockel unter einem Sattel-, Walm- und Halbwalmdach mit Dachgauben und Zwerchhaus. | 34103416 | BW             |
| Stobenstraße 38 52° 8′ 36″ N, 10° 46′ 9″ O           | Wohnhaus                 | 1774 errichtetes zweigeschossiges Fachwerkgebäude auf einem Kalksteinsockel und unter einem Walmdach. Zwerchhäuser auf beiden Seiten des Gebäudes | 34103466 | BW             |
| Stobenstraße 38 52° 8′ 36″ N, 10° 46′ 12″ O          | Scheune                  | 1821 errichtete massive Scheune aus Bruchsteinmauerwerk unter einem Walmdach | 34103466 | BW             |
| Stobenstraße 46 52° 8′ 38″ N, 10° 46′ 13″ O          | Wohnhaus                 | Um 1750 (1743?) errichtetes zweigeschossiges Fachwerkgebäude und unter einem Satteldach. Das Gebäude wurde 1983 bis 1984 saniert. | 34103514 | BW             |
| Stobenstraße 53 52° 8′ 38″ N, 10° 46′ 22″ O          | Wohn-/Wirtschaftsgebäude | 1815 winkelkantiges zweigeschossiges Fachwerkgebäude auf einem Natursteinsockel und unter einem Satteldach (teilweise Schopfwalm). | 34103539 | BW             |
| Twelkenmühle 1 52° 9′ 16″ N, 10° 46′ 15″ O           | Mühle                    | Die um 1850 errichtete zweiflügelige, hakenförmige zweigeschossige Wassermühle, wie das Wohngebäude auf einem Natursteinsockel, unter einem Schopfwalmdach erinnert an die Wüstung Twelken. | 34103564 | BW             |
| Uferstraße 52° 8′ 39″ N, 10° 47′ 26″ O               | Gedenkstätte             | Gedenkstätte für die Gefallenen des Ersten Weltkriegs. | 34103589 | BW             |
| Wolfenbütteler Straße 9 52° 8′ 44″ N, 10° 46′ 12″ O  | Wohnhaus                 | Um 1780 errichtetes zweigeschossiges Fachwerkhaus auf einem verputzten Sockel und unter einem Satteldach. | 34103610 | BW             |
| Wolfenbütteler Straße 24 52° 8′ 46″ N, 10° 46′ 20″ O | Wohnhaus                 | Kurz nach 1752 wurde das zweigeschossige Fachwerkgebäude auf einem Werksteinsockel und unter einem Satteldach traufständig zur Straße errichtet. | 34103635 | BW             |
| Wolfenbütteler Straße 32 52° 8′ 48″ N, 10° 46′ 22″ O | Wohnhaus                 | Um 1780 wurde das zweigeschossige Fachwerkgebäude auf einem Werk- und Ziegelsteinsockel und unter einem Satteldach mit Giebelzwerchhaus über dem Eingang errichtet. | 34103660 | BW             |

### Ehemalige Baudenkmale
| Lage                                       | Bezeichnung  | Beschreibung | ID       | Bild |
| ------------------------------------------ | ------------ | --- | -------- | ---- |
| Abelnkarre 12a 52° 8′ 37″ N, 10° 46′ 29″ O | Postamt      | Um 1900 errichtetes verputztes Gebäude auf einem Werksteinsockel mit einem Ziergiebel. 1993 aus dem Denkmalverzeichnis gestrichen. Heute Wohnhaus.                              | 34102670 | BW   |
| Neue Straße 6 52° 8′ 33″ N, 10° 46′ 32″ O  | Nebengebäude | Kleines Fachwerkgebäude unter einem Mansarddach. 1993 aus dem Denkmalverzeichnis entfernt.                                                                                      | 33967955 | BW   |
| Neue Straße 27 52° 8′ 36″ N, 10° 47′ 24″ O | Wohnhaus     | Um 1880 errichtetes zweigeschossiges Bauwerk im Erdgeschoss massiv im Obergeschoss Fachwerk unter einem Halbwalmdach. 1995 aus dem Denkmalverzeichnis gestrichen.               | 34103441 | BW   |
| Steinweg 8 52° 8′ 35″ N, 10° 46′ 33″ O     | Wohnhaus     | Zweigeschossiges schmales Fachwerkgebäude unter einem Satteldach. 2020 aus dem Denkmalverzeichnis entfernt.                                                                     | 48891562 | BW   |
| Stobenstraße 52° 8′ 40″ N, 10° 46′ 7″ O    | Brücke       | Durch den Architekten Georg Christoph Sturm 1758 errichtete Bogenbrücke aus Sandsteinquadern über die Altenau. 2004 abgebrochen und dann aus dem Denkmalverzeichnis gestrichen. | 47366643 | BW   |

## Eitzum (Schöppenstedt)

### Gruppe: Pfarrhof
Die Gruppe „Pfarrhof (Hofanlage Elmweg 22)“ mit Fachwerkgebäuden aus dem 18. und 19. Jahrhundert hat die ID 33967886.

| Lage                                 | Bezeichnung  | Beschreibung | ID       | Bild |
| ------------------------------------ | ------------ | --- | -------- | ---- |
| Elmweg 22 52° 9′ 22″ N, 10° 49′ 7″ O | Wohnhaus     | Das 1724 bis 1726 errichtete zweigeschossige Fachwerkgebäude steht auf einem Bruchsteinsockel und unter einem Walmdach.                                           | 34101986 | BW   |
| Elmweg 22 52° 9′ 22″ N, 10° 49′ 6″ O | Scheune      | Die Fachwerkscheune mit Längsdurchfahrt auf einem Bruchsteinsockel und unter einem Satteldach wurde 1728 errichtet. 1996 wurde das Dach nach einem Brand saniert. | 34101991 | BW   |
| Elmweg 22 52° 9′ 22″ N, 10° 49′ 8″ O | Stall        | Der 1840 errichtete eingeschossige Fachwerkstall auf einem Bruchsteinsockel unter einem Satteldach steht traufständig zur Straße.                                 | 34102014 | BW   |
| Elmweg 22 52° 9′ 22″ N, 10° 49′ 8″ O | Nebengebäude | Vermutlich kurz nach 1900 als Werkstatt errichtetes eingeschossiges Ziegelgebäude auf einem Werk- bzw. Bruchsteinsockel unter einem Satteldach                    | 34102014 | BW   |

### Gruppe: Hofanlage Hauptstraße 33
Die Gruppe „Hofanlage Hauptstraße 33“ ist ein Vierseithof mit Fachwerkgebäuden aus dem 19. Jahrhundert hat die ID 33967903.

| Lage                                       | Bezeichnung        | Beschreibung | ID       | Bild |
| ------------------------------------------ | ------------------ | --- | -------- | ---- |
| Hauptstraße 33 52° 9′ 20″ N, 10° 49′ 0″ O  | Wohnhaus           | Um 1850 errichtetes zweigeschossiges Fachwerkgebäude auf einem Werksteinsockel unter einem Halbwalmdach.                                            | 34102038 | BW   |
| Hauptstraße 33 52° 9′ 19″ N, 10° 48′ 59″ O | Scheune            | Um 1850 errichtete Fachwerkscheune auf einem Bruchsteinsockel unter einem Halbwalmdach mit einer seitlichen Längsdurchfahrt und einer Quereinfahrt. | 34102067 | BW   |
| Hauptstraße 33 52° 9′ 19″ N, 10° 49′ 0″ O  | Wirtschaftsgebäude | Um 1850 errichtetes zweigeschossiges hakenförmiges Fachwerkgebäude auf einem Werksteinsockel unter einem Satteldach mit Querdurchfahrt.             | 34102092 | BW   |
| Hauptstraße 33 52° 9′ 20″ N, 10° 48′ 58″ O | Wirtschaftsgebäude | Um 1900 errichteter zweigeschossiger Schafstall, massiv im Erdgeschoss und in Fachwerk im Obergeschoss unter einem Satteldach mit Längsdurchfahrt.  | 34103736 | BW   |

### Einzeldenkmale
| Lage                                            | Bezeichnung    | Beschreibung | ID       | Bild |
| ----------------------------------------------- | -------------- | --- | -------- | ---- |
| Elmweg 52° 9′ 21″ N, 10° 49′ 6″ O               | Kriegerdenkmal | Auf einem treppenartigen Sockel errichteter Obelisk mit Pyramidenaufsatz für die Gefallenen des Ersten Weltkriegs. | 34101922 | BW   |
| Elmweg 52° 9′ 21″ N, 10° 49′ 5″ O               | Kirche         | Von dem Ersatzbau für die Kirche, die 1510 errichtet wurde, ist lediglich der 1766 bis 1768 errichtete Westturm aus Bruchsteinmauerwerk erhalten. 1866 trat an die Stelle des Kirchbaus die heutige Lukaskirche als Saalkirche auf einem Sockel und unter einem Satteldach. Die Wandmalereien von 1891/1892 nach dem Entwurf von Adolf Quensen sind erhalten. | 34101897 | BW   |
| Hauptstraße 52° 9′ 59″ N, 10° 49′ 32″ O         | Gaststätte     | 1780 errichtetes zweigeschossiges Fachwerkgebäude auf einem Werksteinsockel und unter einem Halbwalmdach. Möglicherweise handelt es sich um das historische Forsthaus, das den Holzbestand des Elms bewachen sollte. | 34102622 | BW   |
| Schliestedter Straße 52° 9′ 9″ N, 10° 48′ 58″ O | Kapelle        | Die Friedhofskapelle wurde Ende der 1960er Jahre durch die Bauabteilung der Evangelisch-lutherischen Landeskirche Braunschweig errichtet. | 51770771 | BW   |

### Ehemalige Baudenkmale
| Lage                                 | Bezeichnung | Beschreibung | ID       | Bild |
| ------------------------------------ | ----------- | --- | -------- | ---- |
| Elmweg 7 52° 9′ 20″ N, 10° 48′ 49″ O | Wohnhaus    | Um 1850 errichtetes eingeschossiges Fachwerkgebäude auf einem Werksteinsockel mit zwei Zwerchhäusern. 1995 aus dem Denkmalverzeichnis gestrichen. | 34101943 | BW   |

## Sambleben

### Gruppe: Gut Sambleben
Die Gruppe „Gut Sambleben“ ist eine frühere Wasserburg, die im Dreißigjährigen Krieg zerstört wurde. An ihrer Stelle errichtete die Familie von Cramm eine Gutsanlage mit Schloss. Die Gruppe hat die ID 33967920.

| Lage                                                 | Bezeichnung | Beschreibung | ID       | Bild           |
| ---------------------------------------------------- | ----------- | --- | -------- | -------------- |
| Bosselhaistraße 4 52° 9′ 48″ N, 10° 47′ 7″ O         | Schloss     | Die zweigeschossige Vierflügelanlage von Schloss Sambleben ist aus Werksteinen des Elmkalksteins 1701 durch Thedel II. von Cramm nach Entwürfen von Hermann Korb errichtet worden. Sie umfasst einen quadratischen Innenhof mit Springbrunnen. | 34102168 | Weitere Bilder |
| Bosselhaistraße 4 52° 9′ 47″ N, 10° 47′ 8″ O         | Wohnhaus    | Als Wohnhaus des Försters wurde dieses eingeschossige verputzte Gebäude um 1800 auf einem Werksteinsockel unter einem Walmdach errichtet. | 34102199 | BW             |
| Bosselhaistraße 4 52° 9′ 46″ N, 10° 47′ 7″ O         | Remise      | Die eingeschossige verputzte Wagenremise wurde als massives Gebäude um 1800 errichtet. An ihren Köpfen befinden sich die beiden Wohnhäuser. Die symmetrische Hoffassade zeigt einen Mittelrisaliten.                                           | 34102241 | BW             |
| Bosselhaistraße 4 52° 9′ 45″ N, 10° 47′ 5″ O         | Tor/Zufahrt | Die beiden, in der Bauausführung von 1910 identischen Tore zur Kreisstraße K11 zeigen jeweils Betonpfosten, deren Kapitell mit Akanthuspalmette und Deckplatte abgeschlossen wird.                                                             | 34102272 | BW             |
| Bosselhaistraße 4 52° 9′ 45″ N, 10° 47′ 5″ O         | Einfriedung | Die nach 1855 errichtete Bruchsteinmauer grenzt die Gutsanlagen von der Bosselhaistraße und der Kreisstraße K11 ab. | 34102272 | BW             |
| (Bosselhaistraße/Holzhof) 52° 9′ 51″ N, 10° 47′ 9″ O | Park        | Der ca. 1,5 Hektar große landschaftspark im Norden bzw. Nordosten des Gutes umfasst alte Baumgruppen sowie einen kleinen Teich. | 45735183 | BW             |

## Schliestedt

### Gruppe: Schloss Schliestedt
Die Gruppe „Schloss Schliestedt“ steht anstelle der früheren Burganlage von Schliestedt. Bernhard von Schrader gelangte 1747 in den Besitz der Anlage und ließ sie anhand der Entwürfe von Martin Peltier de Belfort zu einer Schlossanlage des Rokoko umbauen. Die Gruppe hat die ID 33967991.

| Lage                                                     | Bezeichnung | Beschreibung | ID       | Bild           |
| -------------------------------------------------------- | ----------- | --- | -------- | -------------- |
| Schlossstraße 1 52° 8′ 11″ N, 10° 48′ 19″ O              | Schloss     | Das 1748 errichtete zweigeschossige verputzte Gebäude von Schloss Schliestedt unter einem Walmdach zeigt einen Mittelrisaliten zum Hof hin. Die Stuckarbeiten im Gebäude werden Giuseppe Buzzi zugeschrieben. Die Deckenfresken führte Joseph Gregor Winck aus. | 34102505 | Weitere Bilder |
| Schlossstraße 1b 52° 8′ 8″ N, 10° 48′ 21″ O              | Wohnhaus    | Das langgezogene, zweigeschossige massive Gebäude auf einem Werksteinsockel unter einem Halbwalmdach ist vor 1788 errichtet worden. | 34102574 | BW             |
| Schlossstraße 1 52° 8′ 10″ N, 10° 48′ 19″ O              | Pavillon    | Das eingeschossige massive Ziegelgebäude unter einem Walmdach im Nordwesten des Rondells wurde um 1750 errichtet. | 34102530 | BW             |
| Schlossstraße 1 52° 8′ 10″ N, 10° 48′ 20″ O              | Pavillon    | Das eingeschossige massive Ziegelgebäude unter einem Walmdach im Nordosten des Rondells wurde um 1750 errichtet. | 34102552 | BW             |
| Eitzumer Straße 1 52° 8′ 8″ N, 10° 48′ 24″ O             | Scheune     | Die eingeschossige Massivscheune unter einem Satteldach mit zwei Torfahrten und Zwerchhäusern wurde nach 1846 errichtet. | 34102321 | BW             |
| Eitzumer Straße 2, 2a bis 2c 52° 8′ 10″ N, 10° 48′ 24″ O | Scheune     | Die langgezogene Massivscheune unter einem Halbwalmdach, die auch als Stall genutzt wurde, wurde nach 1846 errichtet und 1985 zu Wohnungen umgebaut. Die zwerchhäuser sind erhalten.                                                                            | 34102344 | BW             |
| Eitzumer Straße 3 52° 8′ 11″ N, 10° 48′ 23″ O            | Scheune     | Um 1800 errichtete eingeschossige massive Scheune aus verputztem Bruchsteinmauerwerk unter einem Satteldach mit zweigeschossigem Zwerchhaus. | 34102367 | BW             |

### Gruppe: Kleinbauernhaus Eitzumer Straße 6
Die Gruppe „Kleinbauernhaus Eitzumer Straße 6“ wurde 1938 auf dem früheren staatlichen Gut Schliestedt durch die Braunschweigische Siedlungsgesellschaft angelegt. Die Siedlung, die sich vorrangig am als „niedersächsisch“ eingestuften Flettdielenhaus orientierte, sollte für Angehörigen der Schutzstaffel (SS) errichtet werden. Die Hofanlage Eitzumer Straße 6 ist aus dieser Zeit als einzige weitgehend ungestört erhalten. Die Gruppe hat die ID 51874726.

| Lage                                          | Bezeichnung              | Beschreibung | ID       | Bild |
| --------------------------------------------- | ------------------------ | --- | -------- | ---- |
| Eitzumer Straße 6 52° 8′ 11″ N, 10° 48′ 23″ O | Wohn-/Wirtschaftsgebäude | Das eingeschossige, verputzte Massivgebäude wurde 1939 auf einem Quadersockel und unter einem Halbwalmdach errichtet, an die sich im Osten eine Durchfahrtsscheune mit Stallanbau unter einem Pultdach anschließt. | 34103685 | BW   |
| Eitzumer Straße 6 52° 8′ 12″ N, 10° 48′ 27″ O | Pflaster                 | Die kopfsteinpflasterne Zuwegung erstreckt sich von der Straße bis zum Stallteil des Gebäudes. | 34101850 | BW   |

### Gruppe: Pfarrhof Schliestedt
Die Gruppe „Pfarrhof Schliestedt“ wurde Mitte des 18. Jahrhunderts anhand der Typologie des fürstliche Bauamts für Pfarrhäuser angelegt und hat die ID 33968009.

| Lage                                     | Bezeichnung  | Beschreibung | ID       | Bild |
| ---------------------------------------- | ------------ | --- | -------- | ---- |
| Kirchstraße 2 52° 8′ 4″ N, 10° 48′ 10″ O | Wohnhaus     | Das Pfarrhaus wurde zwischen 1752 und 1755 als zweigeschossiges Fachwerkgebäude auf einem Werksteinsockel unter einem Halbwalmdach errichtet.      | 34102415 | BW   |
| Kirchstraße 2 52° 8′ 6″ N, 10° 48′ 10″ O | Scheune      | Um 1755 errichtete anderthalbgeschossige Fachwerkscheune auf Bruchsteinsockel unter einem Schopfwalmdach mit Remise unter einem Pultdach.          | 34102439 | BW   |
| Kirchstraße 2 52° 8′ 6″ N, 10° 48′ 11″ O | Stall        | Um 1755 errichteter eingeschossiger Fachwerkstall auf einem Werksteinsockel unter einem Schopfwalmdach mit einem mittigen Zwerchhaus mit Ladeluke. | 34102461 | BW   |
| Kirchstraße 2 52° 8′ 5″ N, 10° 48′ 11″ O | Nebengebäude | Im 19. Jahrhundert errichtetes eingeschossiges verputztes Gebäude auf einem Sockel und unter einem Satteldach.                                     | 34102483 | BW   |
| Kirchstraße 2 52° 8′ 4″ N, 10° 48′ 10″ O | Anbau        | Um 1900 wurde dieses eingeschossiges Fachwerkgebäude unter einem Satteldach angebaut.                                                              | 41730919 | BW   |

### Einzeldenkmale
| Lage                                   | Bezeichnung | Beschreibung | ID       | Bild           |
| -------------------------------------- | ----------- | --- | -------- | -------------- |
| Kirchstraße 52° 8′ 6″ N, 10° 48′ 13″ O | Kirche      | Die 1500 erweiterte Saalkirche aus Bruchsteinmauerwerk unter einem Satteldach hat einen mittelalterlichen Kern. 1887 wurde die Kirche erneuert. Das 1617 eingebaute Gewölbe, das die Grablege von Anton von der Streithorst barg, ist nicht erholten. | 34102390 | Weitere Bilder |